# Liste von Tornados 2013

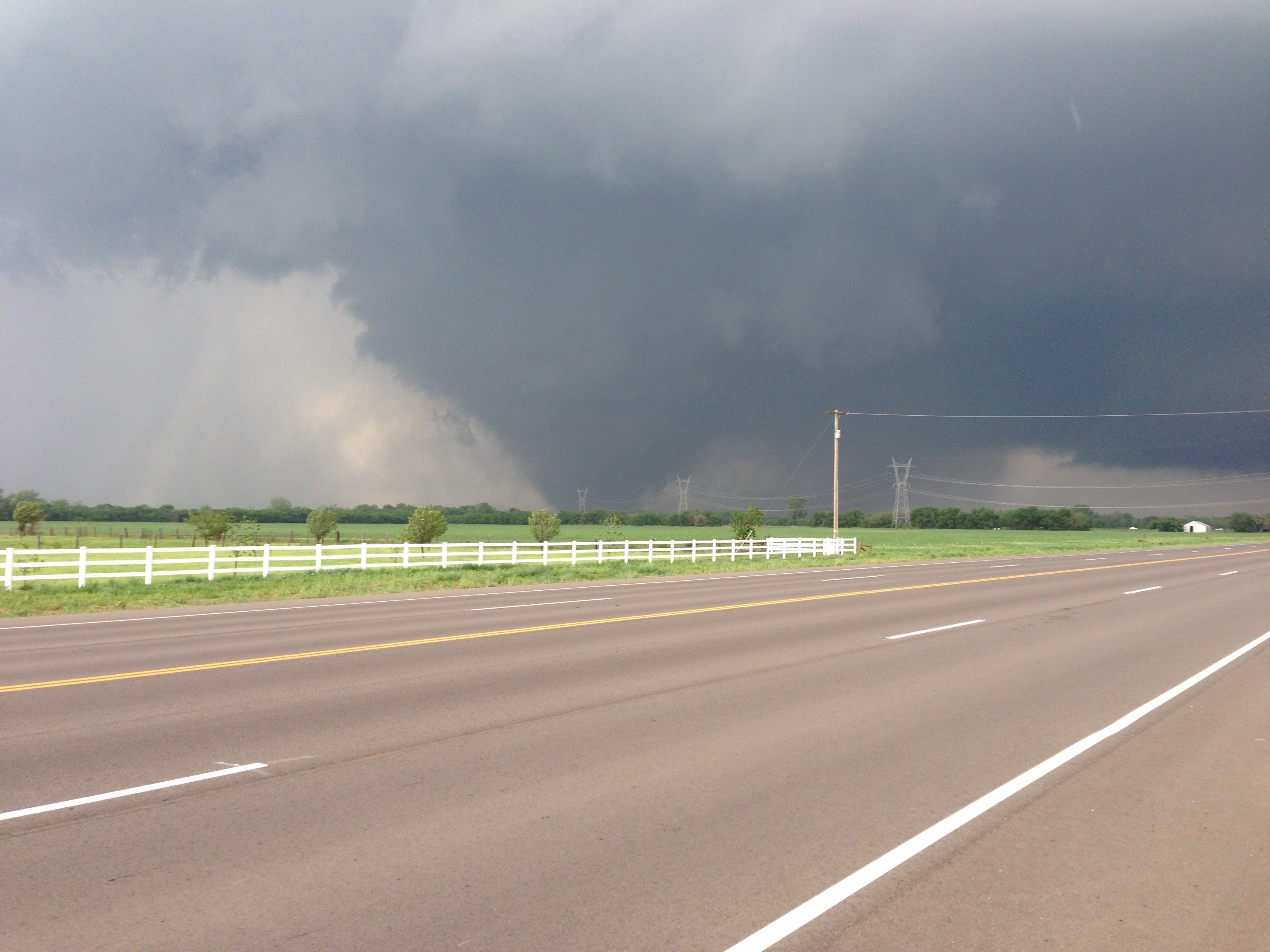
Moore, Oklahoma

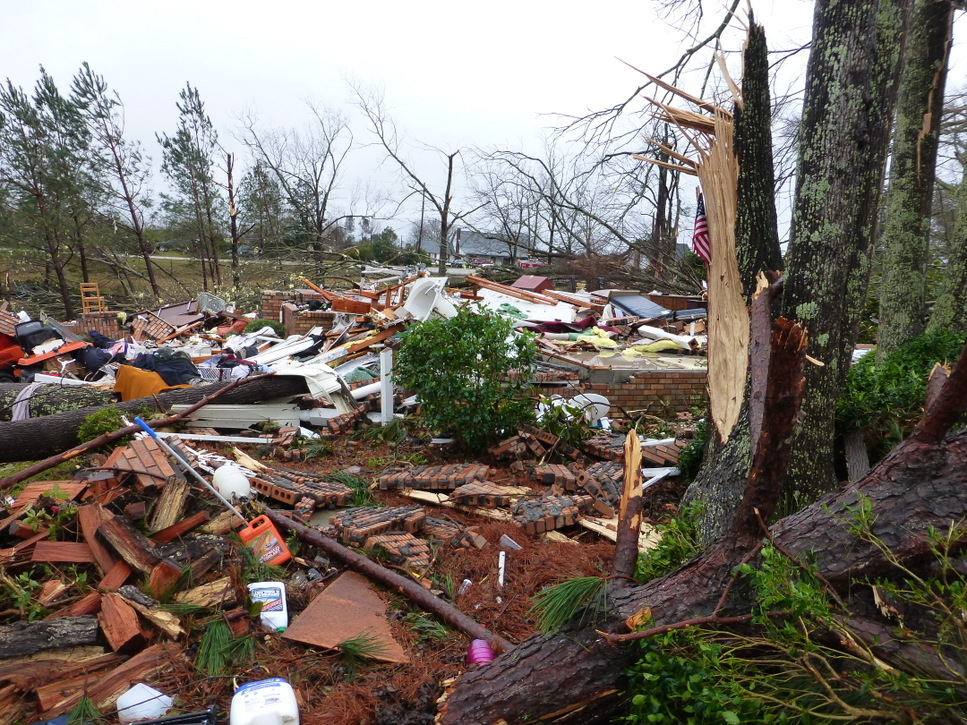
Zerstörte Wohnhäuser in Hattiesburg, Mississippi

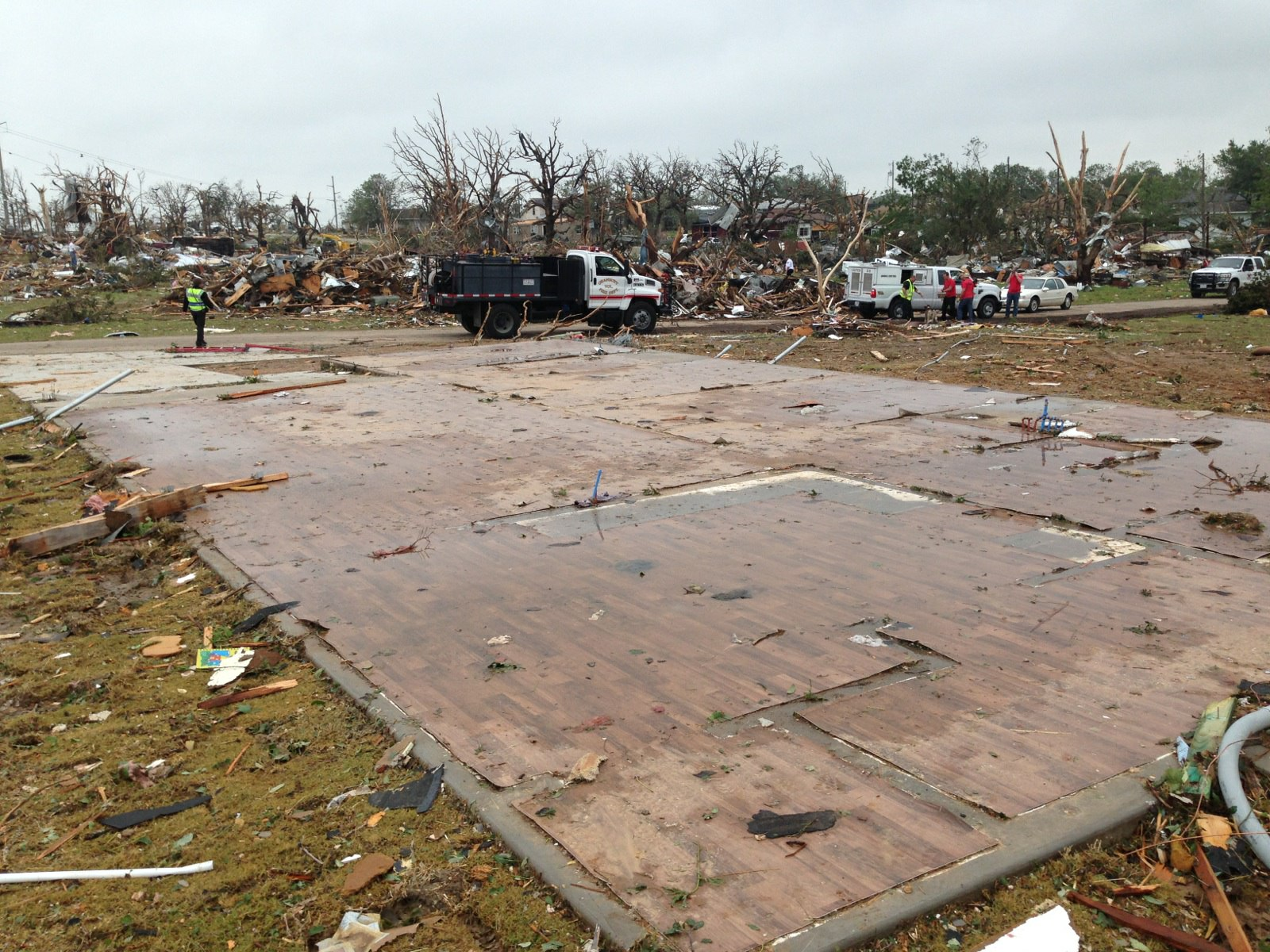
Granbury, Texas

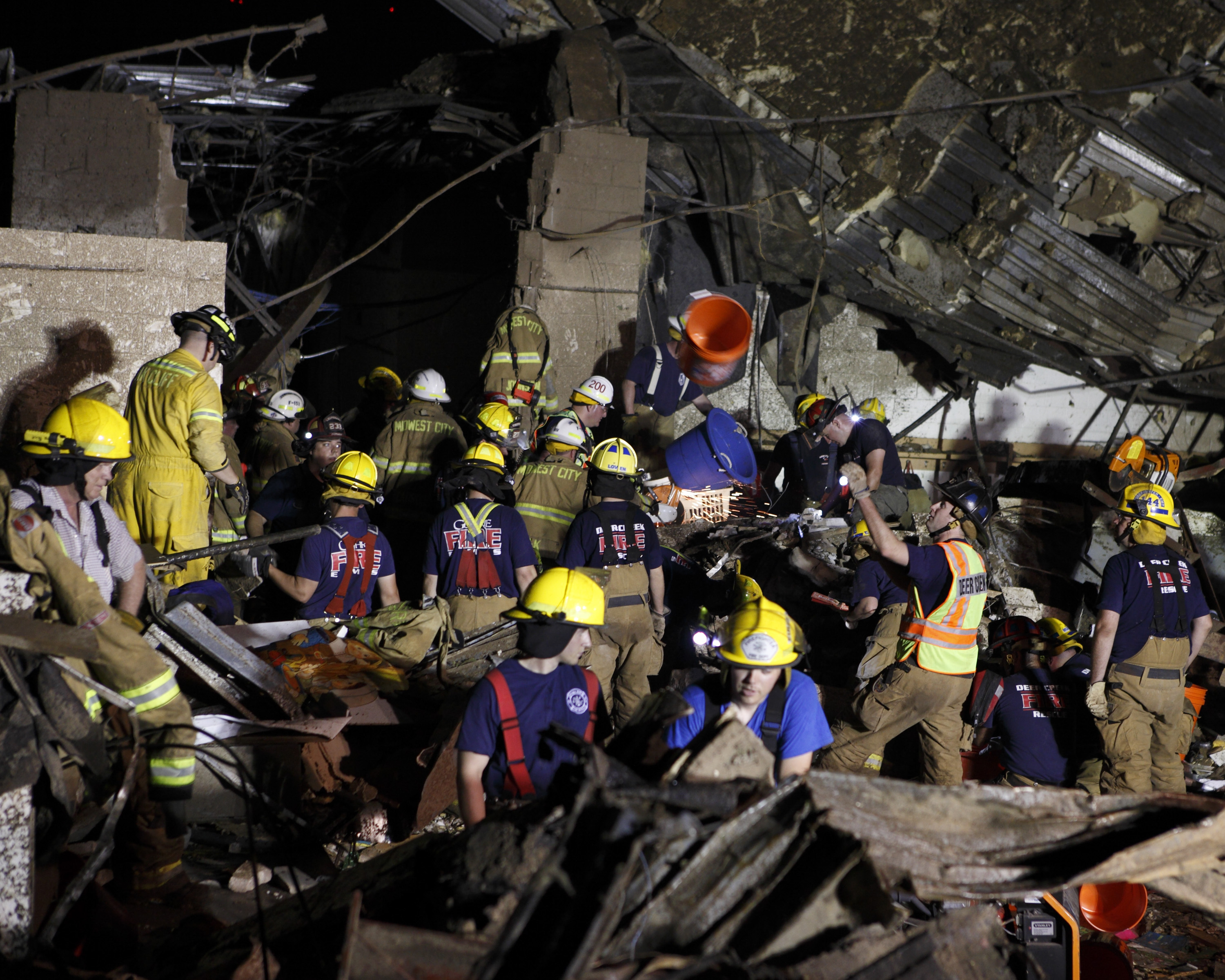
Suche nach Opfern, Moore, Oklahoma

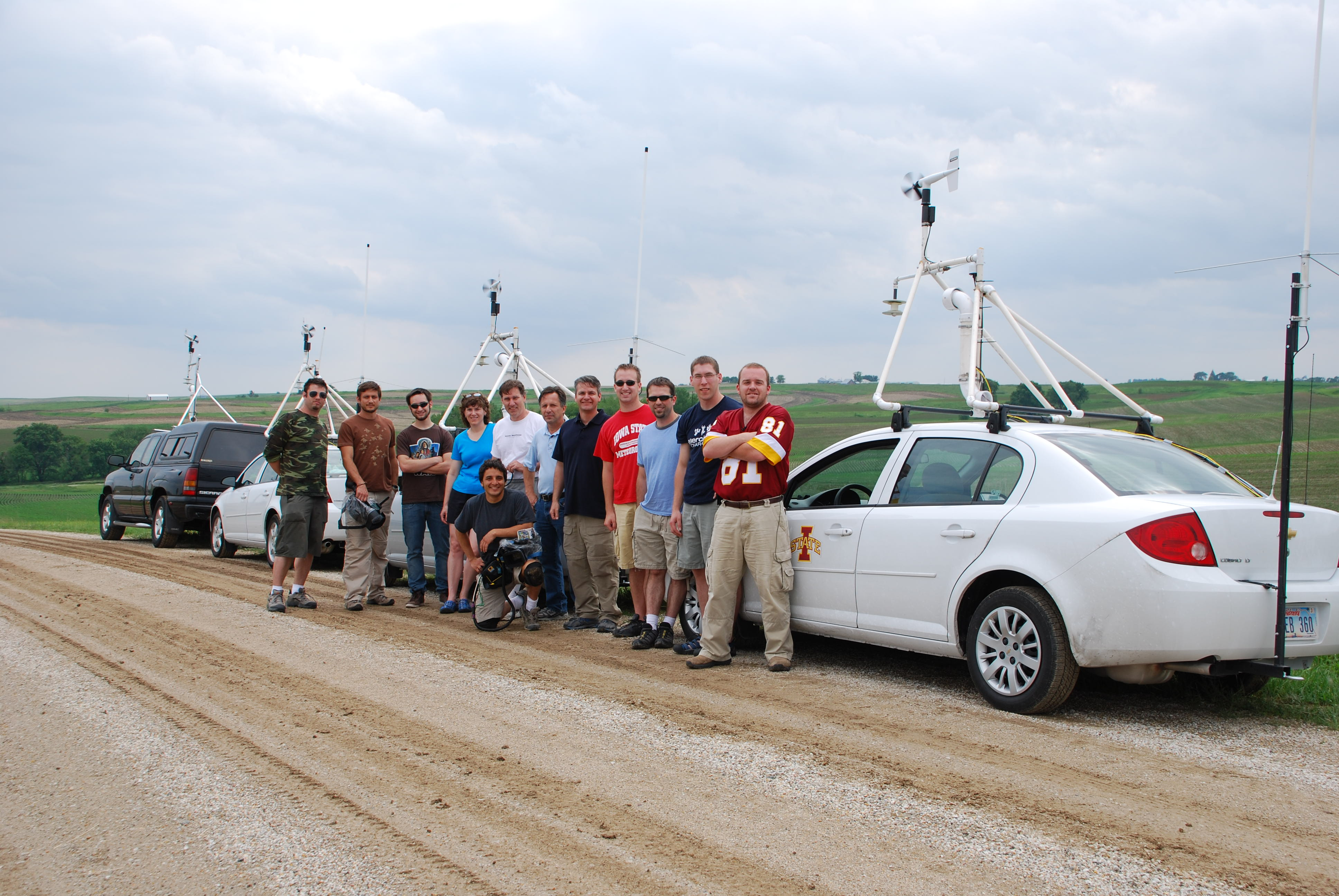
Die Mitglieder Tim Samaras, sein Sohn Paul Samaras und Carl Young des TWISTEX-Teams kamen am 31. Mai 2013 um. (Juni 2009)

Bei der Liste von Tornados im Jahre 2013 handelt es sich um eine unvollständige Liste. Aufgelistet sind bestätigte Tornados nach Ländern.
Die Stärke eines Tornados wird nach der Fujita-Skala (F0 bis F5) oder der TORRO-Skala (T0 bis T10) eingeteilt.
Ein besonders starker Tornado in diesem Jahr war der Moore-Tornado am 19. Mai bei/in Oklahoma City.

## Australien
- Am 26. Januar kam es zum bisher größten Ausbruch an Tornados in Australien. Diese entstanden in Zusammenhang mit dem Zyklon Oswald. Es wurden mindestens 5 Tornados bestätigt. Sie traten in der Nähe von Bundaberg auf.[1]

- Am 21. März 2013 zog ein Tornado durch den Nordosten Victorias. Die Windgeschwindigkeiten erreichten 254 km/h.

## Bangladesh
- Am 22. März 2013 tötete ein Tornado im Distrikt Brahmanbaria 31 Menschen.

## China
- Am 21. März tötete ein Tornado in China mindestens 24 Menschen, mindestens 148 weitere wurden verletzt.[2]

## Deutschland
- Am 4. Mai trat ein Tornado in der Nähe von Alzey (wahrscheinlich bei Flonheim) auf.[3]

- Am 9. Mai trat ein Tornado in der Nähe von Paplitz auf.

- Am 12. Mai war von Wangerooge aus ein Tornado über der Insel Minsener Oog zu sehen.[4]

- Am 20. Mai gab es einen Tornado unbekannter Stärke bei Hangelar in NRW.

- Am 23. Mai gab es einen Tornado in Finthen, der unter anderem aus dem Taunus und von Mainz aus zu sehen war.[5]

- Am 29. Mai entwurzelte ein Tornado der Stärke F1 in Dresden-Lockwitz einige Bäume. Personen kamen nicht zu Schaden.[6]

- Am 29. Mai trat bei Weddewarden in Niedersachsen ein weiterer Tornado unbekannter Stärke auf.

- Am 30. Mai entwurzelte ein Tornado der Stärke F1 dutzende Bäume in einem Waldgebiet bei Grabko in Brandenburg.

- Am 19. Juni zerstörte ein Tornado der Stärke F2 in Reddingen (Niedersachsen) Jahrhunderte alte Eichenbestände.

- Am 20. Juni verheerte ein Mini-Tornado das Landschaftsschutzgebiet Kobelwald bei Augsburg.[7]

- Am 24. Juni wurde ein Tornado über dem Starnberger See beobachtet.[8]

- Am 27. Juni wurde von Thiendorf (Sachsen) aus in Richtung Süden ein Tornado beobachtet.

- Am 28. Juli wurde bei Bornheim-Uedorf in NRW ein schwacher Tornado beobachtet.

- Am 7. August entwurzelte ein Tornado der Stärke F1 in Petershagen-Frille (NRW) mehrere Bäume und beschädigte einige Dächer.

- Am 19. August verwüstete ein Tornado der Stärke F2 einen Zeltplatz am Hammerschmiedesee bei Pommertsweiler im Landkreis Aalen (Baden-Württemberg) und verletzte 27 Menschen. Auf einem benachbarten Campingplatz flogen Wohnwagen durch die Luft und landeten auf dem Dach. Zudem gab es Schäden an umliegenden Gebäuden und Bäumen.

- Am 19. August traten vor St. Peter-Ording und dem Wesselburenerkoog zwei weitere Tornados auf dem Wasser auf (Wasserhosen).

- Am 20. August gab es zwei Wasserhosen vor Helgoland (Schleswig-Holstein) und bei Hooksiel (Niedersachsen).

- Am 26. August trat bei Haßloch in Rheinland-Pfalz ein vermutlich nur schwacher Tornado auf.

- Am 1. September gab es zwei Wasserhosen auf dem Bodensee und einen Tornado am Ufer des Ammersees (Bayern).

- Am 9. September traten vor Langeoog zwei Wasserhosen auf.

- Am 11. September knickte ein Tornado in Schwefe und Ampen (NRW) einige dicke Äste ab, die mehrere Hausdächer beschädigten. Verletzt wurde niemand.

- Am 13. September wurde bei Burgkunstadt in Bayern ein kurzlebiger Tornado beobachtet.

- Am 1. Oktober trat vor Langballig (Schleswig-Holstein) eine Wasserhose auf.

Nach den vorliegenden Erkenntnissen traten im Jahr 2013 mindestens 27 Tornados in Deutschland auf.

## Frankreich
- Am 5. Februar verursachte ein F0-Tornado leichte Schäden bei Étang-sur-Arroux.[9]

- Am 18. Mai kam es zu leichten Schäden durch einen F0-Tornado bei Sainte-Maxime.[10]

- Am 23. Mai richtete ein F0-Tornado leichte Schäden an der Vegetation bei Macheren an.[11]

## Italien
- Am 3. Mai verursachte ein F2-Tornado in den Provinzen Bologna und Modena Millionenschäden. Dabei wurden 13 Menschen verletzt und mehr als 100 Gebäude beschädigt.[12][13]

## Polen
- Am 30. Mai brachte ein F1-Tornado bei den Ortschaften Chojne und Stoczki (in der Nähe von Łódź) mehrere Bäume und Strommasten zu Fall.[14]

## Russland
- Am 22. Mai richtete ein Tornado bei Yefremow einen Schaden von etwa 100 Millionen Rubel an. 20 Menschen wurden verletzt, etwa 200 Gebäude wurden beschädigt.[15]

## Türkei
- Am 11. Mai wurde ein Mensch durch einen Tornado in Kızıltepe getötet.[16]

- Am 14. Mai wurden zwei Menschen durch einen Tornado in Mersin (Provinz) getötet, 19 weitere wurden verletzt.[17]

## Vereinigte Staaten
- Am 29./30. Januar kam es in Tennessee, Georgia, Ohio und weiteren acht Staaten mit 43 bestätigten Tornados zum drittgrößten Tornadoausbruch im Januar.[18] Der stärkste Tornado erreichte dabei EF3 und tötete einen Menschen in Adairsville.[19]

- Am 10. Februar 2013 zerstörte ein Tornado Siedlungen bei Hattiesburg, Mississippi. Die Windgeschwindigkeit erreichte 270 km/h. 82 Menschen wurden verletzt.[20]

- Am 18. Februar gab es insgesamt 17 Tornados, hauptsächlich in Texas. Es handelte sich um schwache Tornados (maximal EF1), die nur geringe Schäden anrichteten.[21]

- Am 11. April tötete ein EF3 Tornado bei Kemper County einen Menschen.[22]

- Am 15. Mai gab es in bei Granbury in Texas einen EF4 Tornado. Es wurden mindestens 6 Menschen getötet und etwa 100 Häuser zerstört.[23]

- Ab dem 19. Mai 2013 traf eine Serie von Tornados der Region Oklahoma City, Oklahoma. Die Windgeschwindigkeiten erreichten 320 km/h. Die Stadt Moore war besonders schwer betroffen. Der Moore-Tornado bildete sich um 14:56 Uhr Ortszeit. Die Schneise der Zerstörung war 4 km breit und 32 km lang.[24] Unter anderem wurden zwei Grundschulen zerstört. Am 21. Mai 2013 waren mindestens 24 Todesopfer bekannt. Der Sturm wird vorerst in die Stufe 4 der Fujita-Skala eingeordnet.

- Am 31. Mai 2013 starben elf Menschen durch Tornados. Der Tornadojäger Tim Samaras, sein Sohn Paul und der Begleiter Carl Young kamen bei einem EF3-Tornado in El Reno um.[25]